# フアファトゥ島
フアファトゥ島は、ツバルのフナフティ環礁に属する島である。 
地域の野生生物を保護することを目的に1996年に設立されたフナフティ保護区に含まれる。
テ・アヴァ・ファゲア（Te Ava Fuagea）は、環礁の南西側に位置する深くて狭い水路で、深さ18.3メートル、幅160メートル。環礁の南部を分けるように位置するテ・アヴェ・パパ（Te Ava Papa）の南西部を構成し、Vasafua島の北側にある。